# František Myslivec (malíř)
František Myslivec (30. prosince 1890 Brno – 28. září 1965 Brno) byl český malíř.

## Život
- 1908–1914 studia na Uměleckoprůmyslové škole v Praze u profesorů Jana Preislera, Arnošta Hofbauera a Ladislava Šalouna
- 1914 speciálka dekorativní kresby a malby u prof. Karla V. Maška
- 1914–1921 další speciálka figurální malby na AVU u prof. Maxe Pirnera

František Myslivec je impresionistický malíř, krajinář, svým životem i tvorbou bytostně spjatý s rodným Brnem. Zkušenosti sbíral v Paříži, Itálii a Jugoslávii. Zúročil je bohatou výstavní činností v období mezi válkami – vedle vlastních sedmi souborných výstav se účastnil šestnácti výstav s Klubem výtvarných umělců v Brně, kde působil jako člen výboru, místopředseda, jednatel a knihovník, řada jeho obrazů byla součástí výzdoby městských úřadů, poměrně velká kolekce jeho děl je ve sbírkách Muzea města Brna, vytvořil dva oltářní obrazy pro kostel sv. Augustina v Brně (obrazy sv. Rodiny a Božského Srdce Páně v postranních lodích kostela), v roce 1934 navrhl nový znak města Brna.
Významnou součástí jeho činnosti je i pedagogické působení na Škole uměleckých řemesel v Brně (1937–1946).